# Number Ones (álbum de Michael Jackson)

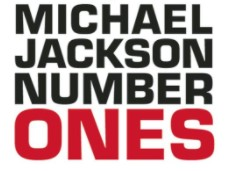
Logo del album Number ones

Number Ones es un álbum de grandes éxitos del cantante estadounidense Michael Jackson. Fue lanzado el 17 de noviembre de 2003 en todo el mundo y el 18 de noviembre de 2003 en los Estados Unidos por Epic Records. Fue el primer disco recopilatorio lanzado por Epic Records tras el disco doble, lanzado en 1995, llamado HIStory: Past, Present and Future, Book I, donde el disco número uno del álbum recién mencionado, HIStory Begins, fue reeditado en 2001 bajo el nombre de Greatest Hits: HIStory, Volume I. Adoptando el mismo formato de grandes recopilaciones tales como 1 de The Beatles o ELV1S: 30#1 Hits de Elvis Presley, el disco incluye canciones que han sido n.º 1 en el mundo.
Number Ones fue un éxito alrededor del mundo, donde llegó al n.º 1 en el Reino Unido y como nº13 en los Estados Unidos. Aunque su posición fue descendiendo a lo largo del tiempo, el disco volvió a lo más alto tanto en EE. UU. como en Inglaterra, después de la muerte de Michael. Fue el álbum más vendido en los EE. UU durante 6 semanas consecutivas, y como uno de los mejores durante 22 semanas, pero, debido a su título, fue excluido del Billboard 200 por tratarse de una recopilación, denegando al disco conseguir su séptimo n.º 1 en el mundo.
A pesar de ello, el disco ha vendido ya más de 10 millones de copias, con 4.138.600 de ellas en los EE. UU.
En el 2009, el disco fue elegido como Disco Rock/Pop Favorito y como Disco Soul/R&B favorito. El álbum incluye un tema inédito del cantante, "One More Chance". alcanzando este el puesto n.º 5 en el Reino Unido.
La estética de este recopilatorio varía en 4 artes, que utilizan las famosas poses del cantante en sus actuaciones de actuaciones en vivo. Al igual que el sencillo "One More Chance" que utiliza la famosa pose "sobre la punta de los pies".
El contenido también varió en 2 versiones, una versión para Europa y Australia con 18 canciones incluida "Human Nature", y otra para los Estados Unidos que reemplazaba este último tema por una versión en vivo de 1981 del tema "Ben", del disco The Jacksons Live! de 1981.

## Producción
En 2003, Sony lanzó Number Ones que fue diferente al disco Greatest Hits: HIStory, Volume I. Este último vendió 5 millones de copias en el mundo, con 15 grandes éxitos (14 de ellos ingresaron en el Billboard Hot 100 Top 10 Hits): 3 canciones son de Off the Wall, 5 de Thriller, 4 de Bad y 3 de Dangerous. Las versiones de estas canciones son exactamente iguales a las que aparecen en sus respectivos álbumes, pero Number Ones, incluye ediciones de radio, versiones de sencillos y nuevas ediciones (tal sería el caso de Thriller, por ejemplo). También incluye los éxitos de HIStory Continues, de HIStory: Past, Present and Future, Book I, Blood on the Dance Floor: HIStory in the Mix e Invincible. El disco también incluye 2 temas extra:
- "Break of Dawn": Una canción de Invincible, que Michael planeaba hacer sencillo.
- "One More Chance": Una nueva canción inédita del artista, que se convirtió en el último sencillo original de Michael.

Al incluir numerosos éxitos de Michael, el disco incluye, como recientemente se mencionó, la canción "One More Chance", que fue escrita por R. Kelly. La edición de los Estados Unidos, incluye una versión en vivo de 1981 de "Ben" de The Jacksons Live!. "Ben" alcanzó la posición número uno en 1972 y fue el primer sencillo número uno de Jackson en los Estados Unidos como solista.
Hubo 4 covers del disco: un corte del video musical de "Bad", otro corte del video musical de "Don't Stop 'Til You Get Enough", otro del vídeo "Black or White" y otra de Jackson de puntillas interpretando "Billie Jean" en el HIStory World Tour.
Así mismo, Sony lanzó de forma muy limitada un pack de vinilos promocionales: "Twelves", que incluyen remezclas de las canciones de este álbum recopilatorio y las portadas de todos estos forman la imagen de la portada de "Don't Stop 'Til You Get Enough". Actualmente es un producto bastante escaso y de los más caros de Michael Jackson. Las subastas en Internet de este artículo llegan a alcanzar los 1500 €.

## Lista de canciones

### Versión EE. UU.
| N.º | Título                                              | Escritor(es)                                                                   | Productor(es)                                | Duración |  |
| 1.  | «Don't Stop 'Til You Get Enough» (2003 Edit)        | Michael Jackson                                                                | Michael Jackson, Quincy Jones                | 3:56     |  |
| 2.  | «Rock with You»                                     | Rod Temperton                                                                  | Quincy Jones                                 | 3:40     |  |
| 3.  | «Billie Jean»                                       | Michael Jackson                                                                | Michael Jackson, Quincy Jones                | 4:54     |  |
| 4.  | «Beat It»                                           | Michael Jackson                                                                | Michael Jackson, Quincy Jones                | 4:19     |  |
| 5.  | «Thriller» (2003 Edit)                              | Rod Temperton                                                                  | Quincy Jones                                 | 5:11     |  |
| 6.  | «I Just Can't Stop Loving You» (con Siedah Garrett) | Michael Jackson                                                                | Michael Jackson, Quincy Jones                | 4:13     |  |
| 7.  | «Bad»                                               | Michael Jackson                                                                | Michael Jackson, Quincy Jones                | 4:07     |  |
| 8.  | «Smooth Criminal»                                   | Michael Jackson                                                                | Michael Jackson, Quincy Jones                | 4:17     |  |
| 9.  | «The Way You Make Me Feel»                          | Michael Jackson                                                                | Michael Jackson, Quincy Jones                | 4:58     |  |
| 10. | «Man in the Mirror» (2003 Edit)                     | Siedah Garrett, Glen Ballard                                                   | Michael Jackson, Quincy Jones                | 5:03     |  |
| 11. | «Dirty Diana»                                       | Michael Jackson                                                                | Michael Jackson, Quincy Jones                | 4:40     |  |
| 12. | «Black or White» (Single Edit)                      | Michael Jackson, Bill Bottrell                                                 | Michael Jackson, Bill Bottrell               | 3:18     |  |
| 13. | «You Are Not Alone» (Radio Edit)                    | R. Kelly                                                                       | Michael Jackson, R. Kelly                    | 4:34     |  |
| 14. | «Earth Song» (Radio Edit)                           | Michael Jackson                                                                | Michael Jackson, David Foster, Bill Bottrell | 5:01     |  |
| 15. | «You Rock My World» (Radio Edit)                    | Michael Jackson, Rodney Jerkins, Fred Jerkins III, LaShawn Daniels, Nora Payne | Michael Jackson, Rodney Jerkins              | 4:25     |  |
| 16. | «Break of Dawn»                                     | Michael Jackson, Elliot "Dr. Freeze" Straite                                   | Michael Jackson, Dr. Freeze                  | 5:29     |  |
| 17. | «One More Chance»                                   | R. Kelly                                                                       | Michael Jackson, R. Kelly                    | 3:50     |  |
| 18. | «Ben» (Live from Triumph Tour 1981) (2003 Edit)     | Walter Scharf, Don Black                                                       | The Jacksons                                 | 2:48     |  |

### Versión internacional
| N.º | Título                                              | Escritor(es)                                                                   | Productor(es)                                | Duración |  |
| 1.  | «Don't Stop 'Til You Get Enough» (2003 Edit)        | Michael Jackson                                                                | Michael Jackson, Quincy Jones                | 3:56     |  |
| 2.  | «Rock with You»                                     | Rod Temperton                                                                  | Quincy Jones                                 | 3:40     |  |
| 3.  | «Billie Jean»                                       | Michael Jackson                                                                | Michael Jackson, Quincy Jones                | 4:54     |  |
| 4.  | «Beat It»                                           | Michael Jackson                                                                | Michael Jackson, Quincy Jones                | 4:19     |  |
| 5.  | «Thriller» (2003 Edit)                              | Rod Temperton                                                                  | Quincy Jones                                 | 5:11     |  |
| 6.  | «Human Nature»                                      | Steve Porcaro, John Bettis                                                     | Quincy Jones                                 | 4:05     |  |
| 7.  | «I Just Can't Stop Loving You» (con Siedah Garrett) | Michael Jackson                                                                | Michael Jackson, Quincy Jones                | 4:13     |  |
| 8.  | «Bad»                                               | Michael Jackson                                                                | Michael Jackson, Quincy Jones                | 4:07     |  |
| 9.  | «The Way You Make Me Feel»                          | Michael Jackson                                                                | Michael Jackson, Quincy Jones                | 4:58     |  |
| 10. | «Dirty Diana»                                       | Michael Jackson                                                                | Michael Jackson, Quincy Jones                | 4:40     |  |
| 11. | «Smooth Criminal»                                   | Michael Jackson                                                                | Michael Jackson, Quincy Jones                | 4:17     |  |
| 12. | «Black or White» (Single Edit)                      | Michael Jackson, Bill Bottrell                                                 | Michael Jackson, Bill Bottrell               | 3:18     |  |
| 13. | «You Are Not Alone» (Radio Edit)                    | R. Kelly                                                                       | Michael Jackson, R. Kelly                    | 4:34     |  |
| 14. | «Earth Song» (Radio Edit)                           | Michael Jackson                                                                | Michael Jackson, David Foster, Bill Bottrell | 5:01     |  |
| 15. | «Blood on the Dance Floor»                          | Michael Jackson, Teddy Riley                                                   | Michael Jackson, Teddy Riley                 | 4:11     |  |
| 16. | «You Rock My World» (Radio Edit)                    | Michael Jackson, Rodney Jerkins, Fred Jerkins III, LaShawn Daniels, Nora Payne | Michael Jackson, Rodney Jerkins              | 4:25     |  |
| 17. | «Break of Dawn»                                     | Michael Jackson, Elliot "Dr. Freeze" Straite                                   | Michael Jackson, Dr. Freeze                  | 5:29     |  |
| 18. | «One More Chance»                                   | R. Kelly                                                                       | Michael Jackson, R. Kelly                    | 3:50     |  |

## Certificaciones
| País           | Certificación |
| -------------- | ------------- |
| Alemania       | Oro           |
| Argentina      | 2x Platino    |
| Australia      | 3x Platino    |
| Austria        | Oro           |
| Brasil         | 2x Platino    |
| España         | Oro           |
| Estados Unidos | Platino       |
| Irlanda        | 5x Platino    |
| Japón          | Oro           |
| México         | 4x Oro        |
| Nueva Zelanda  | 3x Platino    |
| Reino Unido    | 4x Platino    |
| Singapur       | Platino       |
| Suiza          | Oro           |
| Turquía        | Oro           |

## Carátulas
- Frontal: http://www.coveralia.com/caratulas/Michael-Jackson-Number-Ones-Frontal.php
- Trasera: http://www.coveralia.com/caratulas/Michael-Jackson-Number-Ones-Trasera.php
- CD: http://www.coveralia.com/caratulas/Michael-Jackson-Number-Ones-CD.php
- Frontal Interior: http://www.coveralia.com/caratulas/Michael-Jackson-Number-Ones-CD.php
- Trasera Interior: http://www.coveralia.com/caratulas/Michael-Jackson-Number-Ones-Interior-Trasera.php

- Datos: Q719955